# Mi amigo Hugo
Mi amigo Hugo es un documental venezolano de 2014 dirigido por el cineasta estadounidense Oliver Stone y producido por la cadena Telesur, sobre la vida de Hugo Chávez.

## Argumento
El documental se centra en la historia personal de Hugo Chávez, con entrevistas a miembros de su familia, amigos y otros políticos latinoamericanos. Stone también aparece en el filme, compartiendo con Chávez en diferentes sitios de Venezuela. Participan además figuras políticas como Fidel Castro, Cristina Fernández de Kirchner, Nicolás Maduro, José Vicente Rangel y Elías Jaua. El filme se estrenó a través de la cadena Telesur el 5 de marzo de 2014, un año después de la muerte de Chávez.

## Recepción
El portal Telesurtv.net afirmó que los usuarios y seguidores del canal se refirieron al filme como «un emocionante documental, hermoso, nostálgico e histórico». Por su parte, Cory Franklin del diario The Washington Examiner lo definió como «un fulminante canto de amor a Chávez» y criticó a Stone por exaltar la figura del exmandatario a pesar de los problemas que vive Venezuela: «Hoy, el paraíso socialista del que Oliver Stone estaba tan entusiasmado es un miserable fracaso mientras el pueblo de Venezuela sufre y muere». Jeffrey Tayler de la revista Foreign Policy lo denominó como «un vergonzoso tributo de Oliver Stone a Hugo Chávez» y añadió que «lo último que necesitan los venezolanos, o cualquier otra persona, es más agitprop para Chávez».
En una entrevista, Stone defendió su posición: «En muchas cenas he tenido peleas con algunas personas sobre la democracia en Venezuela y no se les puede explicar a los americanos porque ellos no entienden que hay más democracia en Venezuela que en Estados Unidos».